# Samu de l'environnement
Le Service d'analyse mobile d'urgence de l’Environnement est un réseau international d'associations et d'ONG mettant en œuvre une démarche d’intervention rapide au service de l’environnement, de la faune, de la flore et de la santé humaine. Il permet de fournir très rapidement, sur le site concerné, un diagnostic accompagné d'une identification et d'un dosage précis des paramètres et conséquences d’une pollution physique, chimique ou biologique, aussi bien au niveau de l’écosystème que de la santé humaine et ainsi de contribuer à sa gestion toxicologique, sociale et économique.

## Historique

### Origine
Le développement technologique et industriel au cours des XXe et XXIe siècles a conduit à une augmentation considérable des polluants et des micro-polluants dans l'environnement ,,. Pour répondre à ces enjeux, des scientifiques et des bénévoles rassemblés autour du toxicologue Fariborz Livardjani, spécialiste des risques associés au mercure,,,,,, ont commencé dans les années 2000 à développer un laboratoire mobile pour intervenir en urgence,. C'est ainsi qu'à partir de 2003 a été mis au point une unité mobile d’intervention rapide sur site pollué dans un premier véhicule aménagé, autorisé pour les besoins de l'urgence, à utiliser un gyrophare bleu. Cette unité s’est dotée de méthodologies analytiques validées, ainsi que de techniques adaptées aux différents milieux (air, eau, sols, plantes, prélèvements biologiques) et a la capacité d’analyser en urgence sur site plusieurs centaines de paramètres physico-chimiques et microbiologiques. 
Le premier SAMU de l'environnement a été créé en 2003 en Alsace. Il s'inspire d'unités de ce type ayant été utilisées dans d'autres pays, notamment au Kosovo dans un contexte humanitaire ,. Son unité peut analyser environ 200 paramètres de qualité ou de pollution de l'eau, de l’air ou du sol, grâce au matériel d'analyse embarqué, dans trois « valises » facilement transportables sur le lieu de la pollution.

### Développement des SAMU de l'environnement
Un projet de SAMU de L'environnement a été annoncé en mai 2009 dans le Nord-Pas-de-Calais sur le modèle du SAMU de l'environnement d'Alsace et en collaboration avec ce dernier. Il devrait associer une unité d’intervention et une structure de Recherche et Développement, autour d'une équipe pluridisciplinaire regroupant des médecins, des ingénieurs, des chimistes, des physiciens nucléaires et des techniciens spécialisés dans l'écotoxicologie, des techniciens de l’urgence etc.
Le SAMU de l'environnement Région Centre a été créé en avril 2011. Son siège est à Orléans et il a été déclaré d'intérêt général en janvier 2012. En 2011 a également été créée la Fédération Française des SAMU de l'Environnement, dont le siège est à Bourges, et qui a pour statut d'aider à la création des autres SAMU de l'environnement régionaux.
En 2013, un SAMU de l'environnement est créé à Dakar, au Sénégal.
En août 2017, le SAMU de l'environnement Bourgogne-Franche-Comté est lancé et s'est rapidement mis en action,,,,.
Des SAMU de l'environnement existent actuellement en Côte d'Ivoire, au Togo et au Cameroun.

## But
- Promouvoir la réalisation d’un laboratoire mobile d’urgence de surveillance, d’évaluation et de diagnostic en toxicologie environnementale et humaine,
- attirer l’attention sur de nouvelles problématiques,
- proposer une prévention de certaines nuisances environnementales ou humaines,
- diagnostiquer la pollution vectorielle et en planifier la lutte afin de prévenir toute forme d’épidémie ou de pandémie.

## Objectifs
- Répondre plus rapidement aux besoins d'identification et d'évaluation de la gravité d'une pollution accidentelle, pour mieux la traiter et en limiter les conséquences toxicologiques et écotoxicologiques,
- créer une structure indépendante et impartiale au service de la protection de l’environnement et de la santé des populations,
- aider les populations et maires à savoir réagir face aux pollutions voire lutter contre,
- réunir les professionnels, les acteurs de l’environnement et les acteurs de la santé,
- cartographier en temps réel l’impact tant des risques environnementaux par polluants que des risques des vecteurs sur la santé publique.

## Prix et récompenses
En 2008, le SAMU de l'environnement a été primé par les Trophées "Allez de l'avant avec les assureurs".
En 2019, le SAMU de l'environnement a remporté le premier prix du Hacking Industry Camp (HIC) organisé chaque année par Alsace Digitale. Le Hacking Industry Camp est un hackathon consacré à l’industrie 4.0, un évènement destiné à bousculer les idées et à faire émerger de nouveaux projets.